# Aucana kaala
Aucana kaala is een spinnensoort uit de familie trilspinnen (Pholcidae). De soort komt voor op Nieuw-Caledonië.